# Köllnische Heide

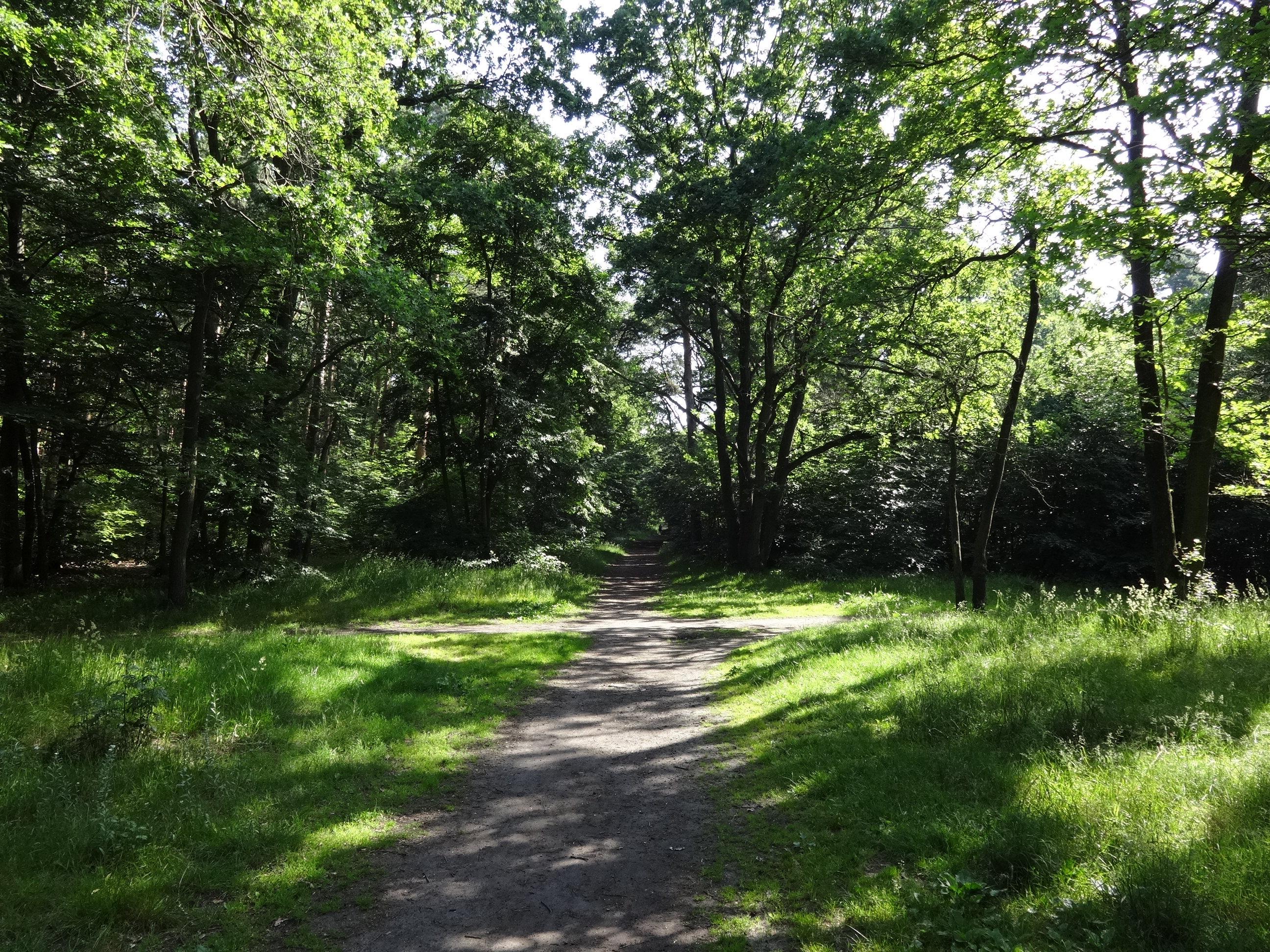
Köllnische Heide

Die Köllnische Heide (veraltet auch Cöllnische Heide geschrieben) ist eine historische Flurbezeichnung. In der heutigen Verwendung ist sie Namensgeber für ein Reststück in Form eines Stadtwaldes zwischen den Berliner Ortsteilen Niederschöneweide (Ortslage Oberspree) und Adlershof.

## Geschichte
Die Köllnische Heide hat ihren Namen von der historischen Stadt Kölln, Teil der Doppelstadt Berlin/Kölln an der Spree im Mittelalter. Kölln lag bezüglich Berlin südlicher und auf der linken Seite der Spree. In alten Urkunden ist auch die Bezeichnung Mirica (lateinisch für Heide, etwa für die Besenheide) verzeichnet. Kölln verfügte seinerzeit über wenig Bau- und Brennholz. Daher überließ Markgraf Otto III. von Brandenburg den Waldstreifen entlang der Spree der Bürgerschaft. Mit der Vereinigung von Kölln und Berlin gelangte die Köllnische Heide 1709 in den Besitz der Stadt. Dennoch wurden in diese Richtung entstandene Siedlungen häufig mit dem Namen „Kölln“ oder „Neukölln“ benannt, die südlich von Berlin gelegene Stadt Rixdorf nahm 1912 selbst den Namen „Neukölln“ an. Als Flurbezeichnung verwies der Name auf die weitläufigen Wald- und Wiesengebiete linksseitig der Spree zwischen Kölln und dem südöstlichen Köpenick. Die erste linksseitig der Spree entstandene Vorstadt von Köpenick wurde dann ebenfalls als Köllnische Vorstadt benannt.
Die Ausdehnung der historischen Köllnischen Heide, einem Forst im Besitz der Stadt Berlin, ist nicht genau abzugrenzen, bezeichnete der Name doch in wechselnder Ausdehnung die weitläufigen Wald- und Wiesengebiete linksseitig der Spree. Diese wurden mit fortschreitender Industrialisierung immer mehr überbaut, und 1920 wurden diese Vorstädte Berlins nach Groß-Berlin eingemeindet. Die Flurbezeichnung Köllnische Heide bezeichnet heute nur mehr einen Rest der alten Heidelandschaft nördlich von Adlershof und südlich der Ortslage Oberspree (diese an der Spree gelegen). Da dieser Stadtwald nur wenige Kilometer von Köpenick entfernt liegt, bezeichnet es in etwa das südliche Ende der historischen Köllnischen Heide, das Stadtquartier Köllnische Heide an der Ringbahn in etwa das nördliche Ende.
Die Verstädterung der Köllnischen Heide wurde insbesondere durch den Bau der Görlitzer Bahn vorangetrieben, die schnurgerade mitten durch die Köllnische Heidelandschaft fuhr. Die weiteren Siedlungen von Berlin bildeten sich links und rechts dieser Strecke heraus. Die Kolonien an den Feuchtwiesen der „Schönen Weyde“ (heute: Niederschöneweide) gehören dabei zu den Ältesten. Andere Teile der Köllnischen Heide wurden gezielt gerodet, darunter die Gebiete des heutigen Ortsteils Baumschulenweg ab 1823 bis 1840. Der Magistrat von Berlin erhoffte sich hierdurch Einnahmen von bis zu 100.000 Taler und führte zum Ausbau des Straßennetzes in Alt-Treptow. Die Entwicklung setzte sich fort und erreichte 1879 das heutige Adlershof, das bis zur Besiedlung den Charakter von Feuchtwiesen hatte. Etwas abseits der Bahnstrecke blieben manche Flurstücke noch längere Zeit bestehen, der Flugplatz Johannisthal etwa wurde erst 1909 eingerichtet.
Die Königsheide bildet eine der bestehenden Restwaldflächen, die dem Ortsteil Johannisthal zugeordnet sind und sich zwischen Johannisthal und Baumschulenweg befinden. Das Siedlungsgelände der in den 1970er und 1980er Jahren errichteten Neuköllner High-Deck-Siedlung, die östlich des Bahnhofs Köllnische Heide liegt, gehörte ehemals zum westlichsten Ausläufer der Heide.